# Germania (Stahlgewitter)
Germania è il secondo album del gruppo hard rock neonazi tedesco Stahlgewitter, pubblicato nel 1998.
In Germania è stato bandito dal 30 giugno 1999.

## Tracce
Testi e musiche degli Stahlgewitter, tranne ove indicato.
1. Schwarze Division - 5:22
2. Weltherrschaft - 3:19
3. Wir sind im Recht - 5:08 (musica: Totenkopf)
4. Erst mein Volk - 3:38
5. Deutsche Mutter (8. Mai 1945) - 4:40
6. Nationaler Widerstand (1. März 1997) - 4:24
7. Meine Knochen könnt ihr brechen... - 3:33
8. Ein Volk steht auf	- 3:11
9. Germania - 5:46
10. Nichts in dieser Welt (1914) - 4:43
11. Wir wollen Helden sein - 5:06

Traccia bonus
1. Lübeck '96 - 2:33

- Note: la traccia n° 12 è interpretata dagli Goldhagens Willige Speichellecker.